# أندرو وايلز
أندرو جون وايلز (بالإنجليزية: Andrew Wiles) (11 أبريل 1953 في كامبريدج) هو عالم رياضيات بريطاني وأستاذ جامعي وباحث في جامعة أوكسفورد البريطانية، يعد من عباقرة العالم بنسبة ذكاء تبلغ 170 ، أصبح مشهورا بشكل خاص من خلال برهانه الشهير لمبرهنة فيرما الأخيرة سنة 1994.
أبرز إنجازاته هو إثبات مبرهنة فيرما الأخيرة وقد تلقى عنه جائزة أبيل في عام 2016، والعديد من الأوسمة الأخرى.

## حياته
ولد وايلز في كامبريدج بإنجلترا، درس في كلية ميرتون في جامعة أوكسفورد وتخرج منها عام 1971، ثم في كلية كلير عام 1977. تحصل على درجة الدكتوراه في الرياضيات عام 1978 من جامعة كمبريدج، وتدرج في المناصب الجامعية حتى درجة أستاذ في الرياضيات في جامعة برنيستون، وعمل أستاذًا زائرًا في بعض الجامعات الأخرى في أمريكا، ويشغل عضوية جمعيات وأكاديميات رياضية وعلمية كثيرة.

## برهان وايلز لمبرهنة فيرما الأخيرة
برهان اندرو وايلز لمبرهنة فيرما الاخيرة هو برهان لمبرهنة نمطية للمنحنيات الاهليلجية شبه المستقرة والتي تم نشره بواسطة أندرو وايلز، والذي، مع مبرهنة ريبت، يعطي برهانًا لمبرهنة فيرما الأخيرة. كل من مبرهنة فيرما الأخيرة ومبرهنة النمطية كانتا تعتبران عالميًا غير قابلتين للإثبات بواسطة الرياضيين المعاصرين، حيث اُعتُقِدَ أنه لايمكن إثباتها باستخدام المعرفة الحالية.

## الجوائز
- نال جائزة أوستروفسكي في عام 1995.[18]
- تحصل وايلز عام 1998 على جائزة الملك فيصل العالمية في الرياضيات.
- نال في عام 2005 جائزة شو في الرياضيات. [19]
- أيضا حصل على جائزة أبيل، المرموقة في الرياضيات لعام 2016 عن عمله لإثبات المبرهنة.[20]